# Crystallaria
Genre
Crystallaria est un genre de poissons de la famille des Percidae.

## Liste d'espèces
Selon FishBase (16 janvier 2016) :
- Crystallaria asprella (Jordan, 1878)
- Crystallaria cincotta Welsh & Wood, 2008